# George Henry Lewis
Sir George Henry Lewis (Holborn, 21 aprile 1833 – Londra, 7 dicembre 1911) è stato un avvocato inglese.

## Biografia
Nato al numero 10 di Ely Place, Holborn in Londra, i suoi studi lo portarono all'università londinese. Seguì le orme di suo padre James Graham Lewis (1804-1869), fondatore della Lewis & Lewis. Diventato avvocato segue alcuni casi sotto la direzione del padre.
Fra i casi più importanti a cui ha partecipato si ritrovano lo scandalo del "Royal Baccarat" dove fra i testimoni venne chiamato anche il principe di Galles e il caso di Oscar Wilde.
Fu insignito del titolo di cavaliere nel 1893, e diventò baronetto nel 1902.

### Famiglia
Ebbe due mogli e tre figli. I figli furono:
- George James Graham Lewis 1868-1927
- Gertrude Rachel Lewis (1871- 1949)
- Katherine Elizabeth Lewis (1878-1961).